# موناسترو بورمیدا
موناسترو بورمیدا (به ایتالیایی: Monastero Bormida) یک کومونه در ایتالیا است که در استان آسته واقع شده‌است.

## خصوصیات
موناسترو بورمیدا ۱۴٫۱ کیلومترمربع مساحت و ۱٬۰۰۲ نفر جمعیت دارد و ۱۹۱ متر بالاتر از سطح دریا واقع شده‌است.